# Jussas
Jussas – miejscowość i gmina we Francji, w regionie Nowa Akwitania, w departamencie Charente-Maritime.
Według danych na rok 1990 gminę zamieszkiwało 96 osób, a gęstość zaludnienia wynosiła 11 osób/km² (wśród 1467 gmin regionu Poitou-Charentes Jussas plasuje się na 893. miejscu pod względem liczby ludności, natomiast pod względem powierzchni na miejscu 898.).